# Berguddens fyr
Berguddens fyr är en svensk före detta bemannad fyrplats på västra sidan av Holmön i Norra Kvarken. Fyrplatsen var bemannad mellan 1884 och 1969.

## Historik
Vid mitten av 1700-talet begärde borgerskapet i Umeå, att en fyr skulle uppföras invid byhamnen på Holmön. Förslagsritningarna från år 1802 och 1810 finns bevarade, men inget av dessa förslag kom till utförande. Först år 1847 anbefalldes i ett kungligt brev, att en fyr skulle uppföras på Holmön. Även denna gång ändrades dock planerna och den nya fyren byggdes istället på Stora Fjäderägg öster om Holmön.
Berguddens fyr uppfördes 1895 efter ritningar av arkitekterna Ludwig Peterson och Ture Stenberg. Samtidigt byggdes även bostadshus och flera uthus. Fyrtornet är uppfört i trä med spånklädda väggar och ett kupoltak klätt med kopparplåt. Bostadshuset innehöll lägenheter för fyrmästaren och fyrvaktaren. År 1923 inreddes ytterligare en lägenhet på vinden. Huset om- och tillbyggdes 1948–49 och ändrades även 1954. Samma år tillbyggdes även vissa av uthusen och ett nytt mistmaskinhus uppfördes invid fyren. Denna byggnad är numera riven, kvar finns endast betonggrunden, som inhägnats med ett trästaket. Numera fungerar denna som utkiksplats. Fyren automatiserades 1969 och avbemannades senare samma år.